# علامة العملة
علامة العملة هي الرمز المستخدم في اختزال اسم العملة، وخصوصًا في الإشارة إلى المبالغ المالية. توظف عادة الحرف الأول أو حرفًا ما من اسم العملة، وأحيانا قد تأخذ اسم العملة كاملة وأحيانًا مع تغييرات طفيفة، مثل أربطة أو إضافة خطوط عمودية أو أفقية.

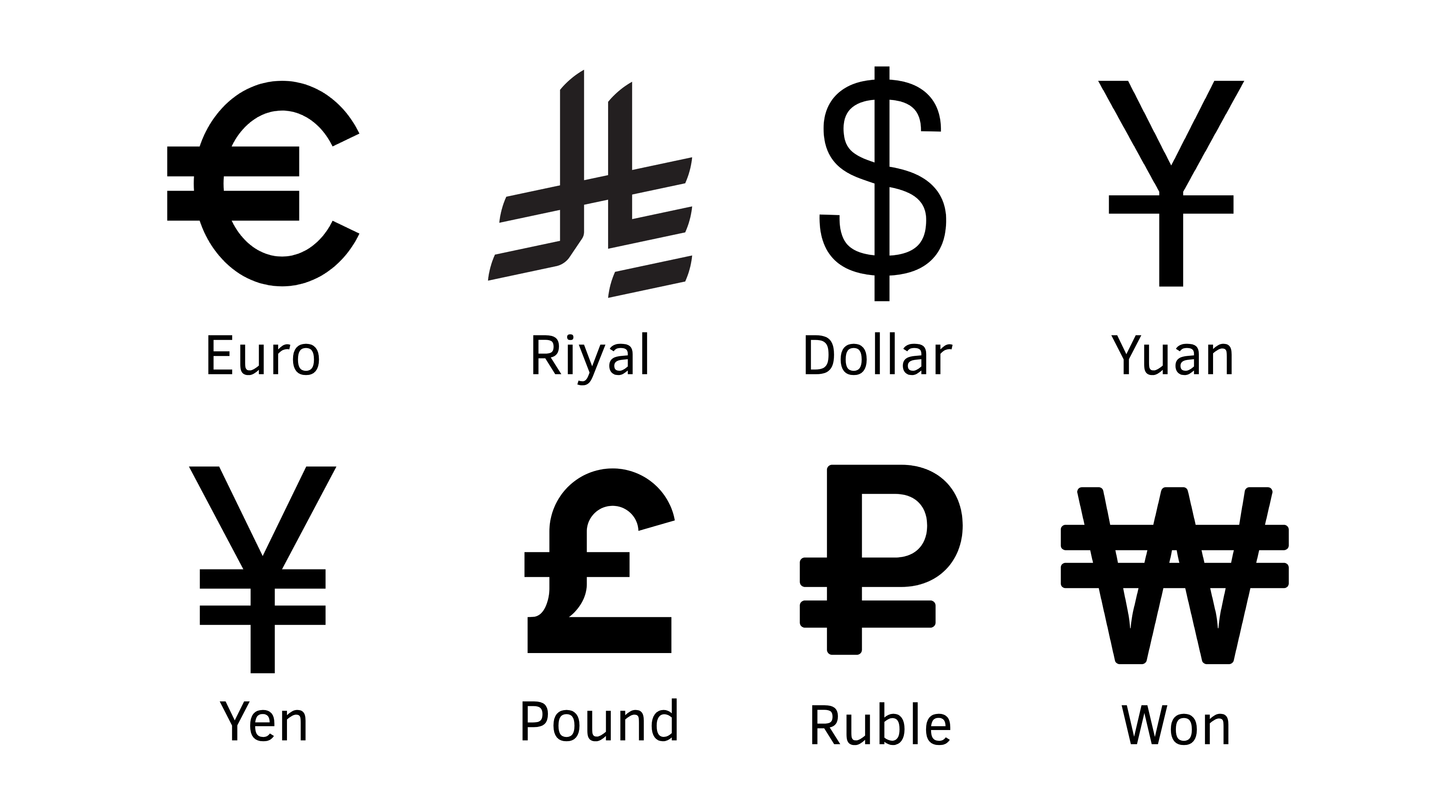
علامات العملات

## الهدف
الغاية من ابتكار رموز العملات تيسير التمييز بين العملات الدولية من دون الحاجة إلى كتابة اسم الدولة وعملتها إلى جوار المبلغ. فهي ضربٌ من الاختزال الذي لا يستدعي مساحات كبيرة في الفواتير والشيكات وبطاقات الأسعار وشاشات التداول.

## التاريخ
- يعود تاريخ الرمز الخاص بالدولار الأمريكي ($) إلى القرن الثامن عشر الميلادي، وظهرت علامة ($) للمرة الأولى بعد عام 1800م، وظهرت رسميًا على أول إصدار للدولار الورقي عام 1875م؛ لترسِّخ بذلك جزءًا من تاريخ الهوية والثقافة الأمريكية.[4]
- في 20 فبراير 2025م اعتمد خادم الحرمين الشريفين الملك سلمان بن عبد العزيز آل سعود رمز عملة الريال السعودي  بهدف تعزيز هوية العملة الوطنية. ويجسد الرمز ثقافة السعودية وتراثها.[5]
- في 27 مارس 2025م كشف مصرف الإمارات العربية المتحدة المركزي اليوم عن الرمز الجديد للعملة الوطنية لدولة الإمارات "الدرهم".[6]